# Mario Juárez
Mario Juárez (* 19. Januar 1964) ist ein ehemaliger mexikanischer Fußballspieler, der vorwiegend im Mittelfeld agierte.

## Laufbahn
Juárez stand während seiner gesamten Profikarriere bei Monarcas Morelia unter Vertrag. Sein erstes Spiel in der mexikanischen Profiliga bestritt er für die Monarcas am 4. September 1983 in einem Auswärtsspiel beim Club Atlante (1:1), seine letzte Begegnung in der höchsten mexikanischen Spielklasse absolvierte er am 3. November 1999 beim 2:1-Heimsieg gegen Toros Neza.
Juárez, der 16 Jahre lang für die Monarcas spielte, beendete seine aktive Laufbahn ein Jahr zu früh, um noch in den Genuss des bisher einzigen Meistertitels in der Vereinsgeschichte des Vereins aus Morelia zu kommen, den dieser im Winterturnier 2000 gewann. Dafür aber wurde Juárez von der mexikanischen Sportzeitung Récord in die „beste Monarcas-Elf“ aller Zeiten gewählt.